# Лема Лібермана
Лема Лібермана — основний інструмент вивчення внутрішньої метрики опуклої поверхні.
| Нехай {\displaystyle K} — опукле тіло в евклідовому просторі, і {\displaystyle p\in K}. Припустимо {\displaystyle \gamma } є найкоротша на поверхні {\displaystyle K}. Розглянемо конус {\displaystyle L} з вершиною в p над {\displaystyle \gamma }, тобто множину всіх точок типу {\displaystyle p+\lambda \cdot (\gamma (t)-p)}, {\displaystyle \lambda \geq 0}. Нехай {\displaystyle \sigma :L\to \mathbb {R} ^{2}} є ізометричне вкладення тоді {\displaystyle \sigma \circ \gamma } утворює опуклу криву на площині. |